# Da Vinci (månkrater)
För andra betydelser, se Da Vinci (olika betydelser).
Da Vinci är en nedslagskrater på månen. Da Vinci har fått sitt namn efter den italienska konstnären och uppfinnaren Leonardo da Vinci.
Kratern har en diameter på ungefär 37 km.

## Satellitkratrar
| Da Vinci | Latitud | Longitud | Diameter |
| -------- | ------- | -------- | -------- |
| A        | 9.7° N  | 44.2° Ö  | 18 km    |